# Передове родовище вогнетривких глин
Передове родовище вогнетривких глин
Розташоване поблизу с. Передове, за 8 км на північний захід від залізничної станції Зачатівська. Абсолютні позначки поверхні коливаються в межах 150,3—173,7 м. Місцевість є найбільш горбистою частиною Приазовської височини і приурочена до верхньої течії р. Мокрі Яли.
Площа родовища 433 га, землі орні, складається з двох роз'єднаних ділянок: Північного і Південного. Виявлене в 1971—1974 рр. Приазовською ДРЕ МГ СРСР при виробництві пошуково-рекогносцирувальних робіт. У 1975—1979 рр. проведені пошуки на площі Передове-Вільне, а в 1980—1984 рр. — попередня розвідка передового родовища.
В геологічній будові родовища беруть участь осадові породи кайнозойського віку, представлені відкладеннями неогенової і четвертинної систем. Відкладення неогену представлені полтавською свитою нижнього міоцену і середньосарматськими під'ярусами верхнього міоцену.
Корисна копалина приурочена до полтавської світи, яка складена каоліну-простими кварцовими пісками, вторинними каолінами і вогнетривкими глинами. Світа з різкою незгодою залягає на піщано-глинистих відкладах пліоцену-еоцену і незгідно перекривається відкладеннями середньосарматського під'яруса верхнього міоцену і четвертинної системи. Каолінова товща представлена світло-сірими різнозернистими кварцовими пісками і потужними лінзами і прошарками світло-сірих і білих каолінових глин. Каолінова товща розділяється на три горизонти сумарною потужністю 120—125 м. Вогнетривкі глини являють собою субгоризонтально пластовий поклад потужністю від 0,7 до 28,7 м, становлячи в середньому 9,66 м, в тому числі високих сортів — 5,75 м.
Сумарна потужність некондиційних прошарків від 0 до 38,0 м, складаючи в середньому 9,6 м. Потужність розкривних порід від 7,0 до 78,7 м, в середньому 40,04 м. Коефіцієнт розкриву дорівнює 4,23. Глини представлені, в основному, каолінітом, присутня слюда, польовий шпат, кварц, акцесорні мінерали. Кондиційні глини світло-сірі до білих, сірі, крейдоподібні; темно-сірі і темно-коричневі різновиди рідкісні і є низькосортних. Розкривні породи через низьку якість не придатні для виробництва будівельних матеріалів. Гідрогеологічні та інженерно-геологічні умови складні для обробки родовища відкритим способом. Очікуваний водоприток у кар'єр 510 м³/год.